# Кустолово-Суходільська сільська рада
Кустолово-Суходільська сільська рада — колишній орган місцевого самоврядування у Машівському районі Полтавської області з центром у c. Кустолово-Суходілка.

## Населені пункти
Сільраді були підпорядковані населені пункти:
- c. Кустолово-Суходілка